# Gyllene Ankaret
Gyllene Ankaret är ett pris som utses årligen till seglare i samarbete med Svenska seglarförbundet, Svenska båtunionen, Kryssarklubben, Kungliga segelsällskapet och Göteborgs kungliga segelsällskap.